# Gettjärnen (Ytterhogdals socken, Hälsingland)
Gettjärnen är en sjö i Härjedalens kommun i Hälsingland och ingår i Ljusnans huvudavrinningsområde.